# Belga (agenzia di stampa)
Belga è un'agenzia di stampa del Belgio, e ha sede a Schaerbeek, Bruxelles.
È stata fondata il 20 agosto 1920 da Pierre-Marie Olivier e Maurice Travailleur.